# Thaumalea alpina
Thaumalea alpina är en tvåvingeart som beskrevs av Vaillant 1981. Thaumalea alpina ingår i släktet Thaumalea och familjen mätarmyggor.
Artens utbredningsområde är Frankrike. Inga underarter finns listade i Catalogue of Life.